# Штеменко Сергій Матвійович
Штеменко Сергій Матвійович (7 (20) лютого 1907, станиця Урюпінська Донської області — 23 квітня 1976, Москва) — радянський військовий діяч, начальник Генштабу ЗС СРСР (1948—1952), начальник Головного розвідувального управління ГШ ЗС СРСР (1956 − 1957), генерал армії. Кандидат у члени ЦК КПРС у 1952—1956 роках. Депутат Верховної ради РРФСР 3-го, 8—9-го скликань.

## Ранні роки
Народився в козачій станиці Урюпінській (нині місто Урюпінськ) у селянській родині. Після закінчення школи в 1924 році пішов в місто на заробітки. У 1926 році добровільно пішов в Червону Армію. Закінчив Севастопольську школу зенітної артилерії (1930), Військову академію механізації і моторизації РСЧА (1937), Військову академію Генштабу (1940).
У 1930-33 роках командир взводу, потім командир і політрук батареї, начальник штабу окремого артилерійського дивізіону, перший помічник начальника штабу артилерійського полку. З грудня 1937 року — командир окремого навчального танкового батальйону.

## Друга світова війна
У 1939 році, у складі великої групи слухачів академії Генштабу, брав участь в агресії проти Польщі та «звільненні» Західної України — в штабі Київського особливого військового округу (а з виділенням з окружного управління польового управління Українського фронту — в штабі фронту), у розпорядженні начальника бронетанкових військ округу  Я. М. Федоренко. Під час радянсько-фінляндської війни — в числі великої групи слухачів академії Генштабу, що були взяті на посилення Оперативного управління Генерального штабу і проводили одночасно з навчанням в академії чергування в Генштабі для отримання досвіду оперативної роботи.
Восени 1940 року після складання державних іспитів у Військовій академії Генштабу направлений в Оперативне управління Генштабу — старший помічник начальника відділу.
Під час Німецько-радянської війни:
- з серпня 1941 — заступник начальника напряму Оперативного управління Генштабу;
- з червня 1942 — начальник напряму Оперативного управління Генштабу;
- з квітня 1943 — перший заступник начальника Оперативного управління Генштабу;
- з травня 1943 — начальник Оперативного управління Генштабу; брав участь в плануванні операцій і здійсненні задумів Верховного Головнокомандування по розгрому збройних сил фашистської Німеччини і мілітаристської Японії. За завданням Ставки ВГК виїжджав на фронти для надання допомоги в організації і проведенні операцій;
- у листопаді 1943, під час Тегеранської конференції, Штеменко супроводжував Верховного Головнокомандувача в Тегеран, забезпечуючи його необхідними даними про положення на фронтах;
- наприкінці 1943 брав участь в підготовці операції Окремої Приморської армії по звільненню Криму;
- у лютому-березні 1944 як начальник штабу при представнику Ставки С. К. Тимошенко знаходився на 2-му Прибалтійському фронті, брав участь в організації прориву оборони німецько-фашистських військ і узгодження дій 1-го і 2-го Прибалтійського фронтів;
- у квітні 1944 як представник Ставки виїжджав на Західний фронт (з 24 червня — 3-й Білоруський фронт);
- у червні 1944 знаходився на 2-му Білоруському фронті, вніс істотний вклад в підготовку і проведення Могильовської операції 1944, в липні знаходився на 3-му Прибалтійському фронті, надаючи допомогу командуванню в плануванні, підготовці і здійсненні Псковсько-Островської операції 1944.

## Після війни
- з квітня 1946 — начальник Головного управління і заступник начальника Генштабу;
- з листопада 1948 по червень 1952 — начальник Генштабу, заступник міністра Збройних Сил СРСР (з лютого 1950 — військового міністра СРСР);
- з червня 1952 по березень 1953 — начальник штабу Групи радянських військ в Німеччині;
- з березня по червень 1953 — заступник начальника Генштабу;
- У червні 1953 р. після арешту Л. П. Берії понижений у військовому званні з генерала армії до генерал-лейтенанта і призначений начальником штабу Західно-сибірського (з 4 січня 1956 р. Сибірського) військового округу.
- з серпня 1956 — начальник Головного розвідувального управління Генштабу, присвоєно звання генерал-полковника. У жовтні 1957 року попередив міністра оборони маршала Жукова, що знаходився у відрядженні в Югославії, про підготовлюване його зміщення.
- у 1957 знижений в званні з генерал-полковника до генерал-лейтенанта і призначений першим заступником командувача військами Приволзького військового округу, а літом 1961 р. переведений на таку ж посаду в Закавказький військовий округ;
- з липня 1962 — начальник Головного штабу сухопутних військ — перший заступник головнокомандувача Сухопутними військами;
- з квітня 1964 — начальник Головного організаційно-мобілізаційного управління — заступник начальника Генштабу;
- у лютому 1968 р. С. М. Штеменко повторно присвоюється звання генерал армії;
- з серпня 1968 — перший заступник начальника Генштабу — начальник Штабу Об'єднаних збройних сил держав — учасників Варшавського договору.

Член ВКП(б) з 1930 року, в 1952—1956 роках кандидат в члени ЦК КПРС.
Помер в Москві 23 квітня 1976 року. Похований на Новодівочому кладовищі.

## Нагороди
Нагороджений орденом Леніна, трьома орденами Червоного Прапора, двома орденами Суворова 1-го ступеня, орденом Кутузова 1-го ступеня, Суворова 2-го ступеня, орденом Трудового Червоного Прапора, Червоної Зірки, «За службу Батьківщині в Збройних Силах СРСР» 3-го ступеня а також іноземними орденами і медалями.

## Праці
- «Генеральный штаб в годы Великой Отечественной войны» (М., 1968)
- «Последние шесть месяцев Второй мировой войны» (М., 1973)
- «Освободительная миссия Советской армии» (М., 1975)